# NS Commander
NS Commander — типовой танкер типа Афрамакс, построенный в 2006 году для компании Новороссийское морское пароходство, десятый в серии.
Стал известным, когда 27 апреля 2009 года отразил атаку сомалийских пиратов в Аденском заливе.

## История
Судно было построено по «Программе обновления флота ОАО „Новошип“» судоверфью «Hyundai Heavy Industries».
Спуск на воду состоялся 4 июня 2006 года, в 18 часов 00 минут по местному времени в Республике Корея, город Ульсан.
Наречение и приёмка судна изначально были назначены на 30 июня, фактически танкер был принят 27 июля.
Корабль является типовым Афрамаксом, десятым в серии.
Первым фрахтователем стал Морган Стенли, первым грузом — дизельное топливо.
Первым рейсом стал рейс из Онсана (Корея) и Мальяо (Тайвань) в Роттердам.
В апреле 2009 года судно следовало экипажем из 23 человек из Саудовской Аравии в Сингапур через Аденский залив с грузом 83 000 тонн мазута.
26 апреля к судну близко приблизились быстроходные пиратские лодки и экипаж получил помощь от пилотов вертолёта NATO, экипаж которого разогнал наиболее активную группу нападающих.

### Атака 27 апреля
Нападение 27 апреля проходило по обычному сценарию: с материнского судна атаковали несколько пиратских лодок с абордажными лестницами.
Пираты были вооружены стрелковым оружием и гранатомётами.
Экипаж судна отрабатывал такое развитие событий на тренировках и был готов к атаке пиратов.
Как только стало понятно, что на судно произошло нападение, капитан танкера Михаил Кулий собрал аварийную партию для защиты судна, отдал команду «Стоять по местам» и установил связь с российским военным кораблем «Адмирал Пантелеев».
В момент нападения, работники пищевого блока перенесли в румпельное отделение запас продуктов и питьевой воды.
В свою очередь штурманы выполняли активное маневрирование, чтобы помешать пиратам высадиться, а члены команды отбивали попытки атаковать с помощью пожарных стволов и пиротехнических устройств.
Старпом Михаил Мигунов и боцман Василий Виноградов грамотно и чётко действовали на переднем крае обороны, личным примером воодушевляли рядовой состав.
После этого судно подверглось обстрелу из гранатомётов, но с небольшого расстояния (20-30 метров) пираты промахнулись по надстройке и отступили.
Второй помощник капитана Андрей Верешко всё время передавал данные визуального и радиолокационного наблюдения на мостик корабля.
Через некоторое время две лодки, в которых находились люди, вооружённые гранатомётами, снова начали преследование танкера.
Срочно была подготовлена система подачи инертных газов, которая должна была обеспечить взрывобезопасную среду в случае разрыва гранаты рядом с грузовыми танками.
Пираты сделали повторную попытку подойти к борту и взять судно на абордаж и открыли огонь.
В ответ танкер продолжал маневрировать, экипаж был отведён в укрытия, выстрелы не нанесли ущерба судну и экипажу, пираты отступили.

### Последствия атаки
Информацию о происшествии одним из первых распространил морской эксперт Михаил Войтенко.
Он сообщил детали происшествия основным новостным каналам, в том числе в Новые Известия и РосБизнесКонсалтинг.
После выхода из опасного района судно было осмотрено на предмет повреждений.
Команда под руководством боцмана Василия Виноградова не нашла повреждений на танкере.
28 апреля на место атаки прибыл большой противолодочный корабль «Адмирал Пантелеев» ВМФ России, который в этом районе обнаружил и захватил пиратское судно.
На пиратском корабле нашлось семь автоматов Калашникова, пистолеты различных марок, алюминиевые лестницы для подъёма на борт, навигационное оборудование, в том числе спутниковое, запасные канистры с топливом и большое количество стреляных гильз.
Ситуация подтвердила на практике эффективность тренировок по отражению нападения пиратских лодок.
За эффективные действия при отражении нападения часть членов экипажа была награждена нагрудными знаками «Почётный работник морского флота».
В число награждённых вошли:
Капитан Михаил Кулий;
Старпом Михаил Мигунов;
2ПКМ Андрей Верешко;
Боцман Василий Виноградов.
Награды вручали руководители компании «Новошип» председатель совета директоров компании Сергей Франк и президент компании Игорь Тонковидов на собрании акционеров ОАО «Новошип».

### Ремонт 2011 года
Из-за активной эксплуатации к лету 2011 года корпусу судна был необходим ремонт.
Эти работы были поручены украинскому НСЗ «Океан», NS Commander стал первым судном серии, прошедшем ремонт на этом заводе.
Работы были закончены в конце июля 2011 года, после этого на этой верфи были отремонтированы NS Century (закончен 6 августа) и NS Spirit.
Эта цепочка последовательных заказов оказала важное влияние на пошатнувшееся финансовое положение судостроительного предприятия.